# Charles de Rémusat
Charles-François-Marie de Rémusat (Parijs, 13 maart 1797 - aldaar, 6 juni 1875) was een Frans filosoof en politicus uit de 19e eeuw. Sinds 1846 was hij lid van de Académie française.

## Biografie
Rémusat was een royalist en diende van 1 maart tot 29 oktober 1840 als minister van Binnenlandse Zaken onder koning Lodewijk Filips.
Na de val van de Julimonarchie werd hij in 1849 volksvertegenwoordiger en hield hij er in het parlement conservatieve standpunten op na. In 1850 stemde hij mee voor de wet die het algemeen stemrecht in Frankrijk weerom inperkte. Hij verzette zich tegen de staatsgreep van 2 december 1851 van president Lodewijk Napoleon Bonaparte, die een jaar later keizer Napoleon III zou worden. Hierdoor zag hij zich genoodzaakt Frankrijk voor enkele maanden te ontvluchten. In augustus 1852 keerde hij terug naar Frankrijk. Tijdens het Tweede Franse Keizerrijk zou hij niet meer aan politiek doen en legde hij zich toe op geschiedschrijving, voornamelijk over de Engelse filosofische geschiedenis. In 1869 richtte hij in Toulouse de gematigde oppositiekrant Progrès libéral op.
Na de afkondiging van de Derde Franse Republiek bood Adolphe Thiers hem de post van ambassadeur in Oostenrijk aan, maar Rémusat weigerde om hierop in te gaan. Enige tijd later werd hij minister van Binnenlandse Zaken. Hij zou deze functie uitoefenen van 2 augustus 1871 tot 25 mei 1873. In oktober 1873 werd hij opnieuw verkozen als volksvertegenwoordiger. Hij bleef zetelen tot zijn overlijden in 1875.